# 강동구립해공도서관
해공도서관은 서울특별시 강동구 천호동 소재의 구립도서관이며, 천호공원과 매우 인접해 있다.

## 시설현황
- 지하: 다목적홀, 문화교실1, 보존서고
- 1층: 유아자료실, 어린이자료실, 카페테리아
- 2층: 종합자료실, 문화교실2, 도서정리실
- 3층: 디지털자료실, 일반열람실, 사무실

## 사진 모음

해공도서관
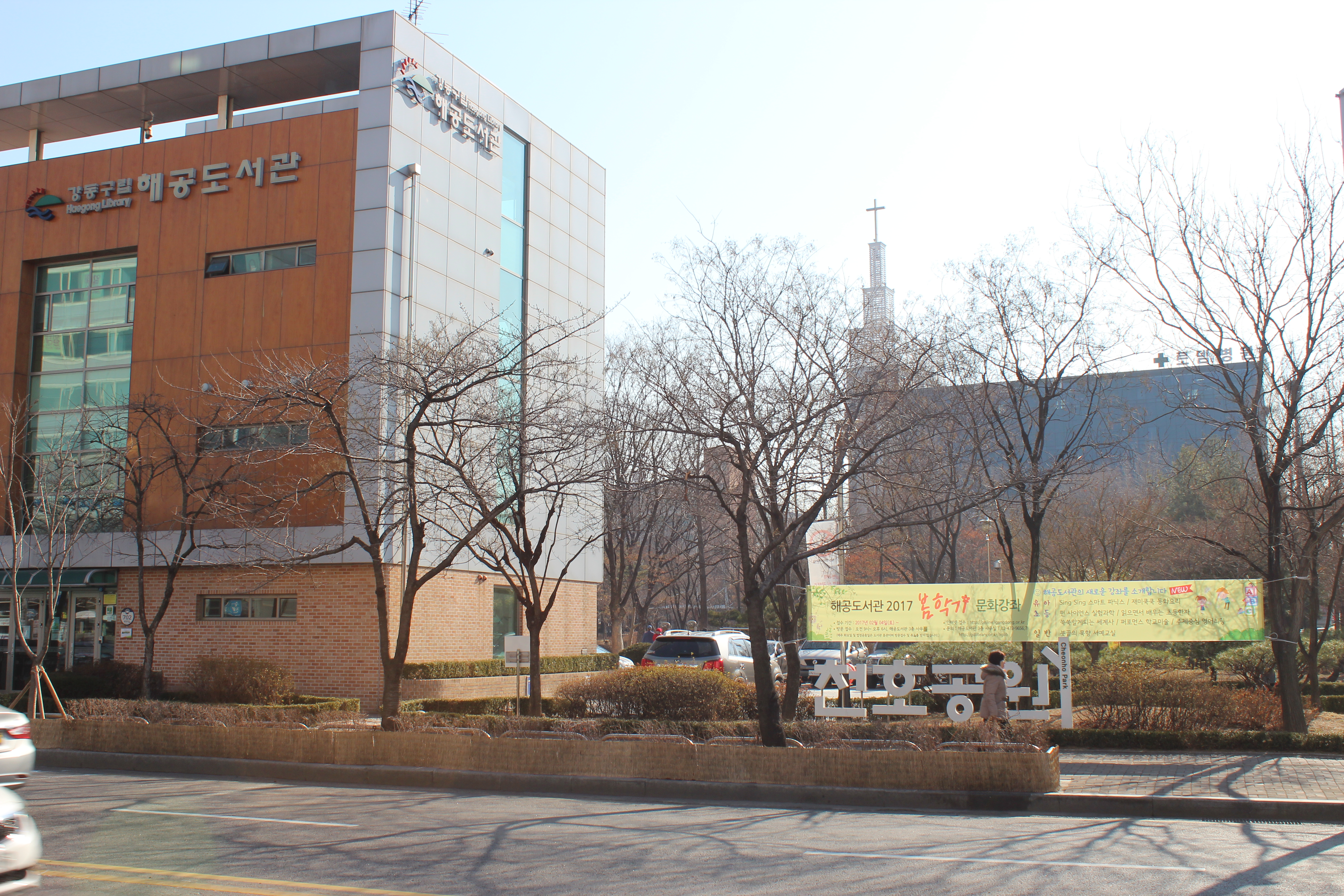
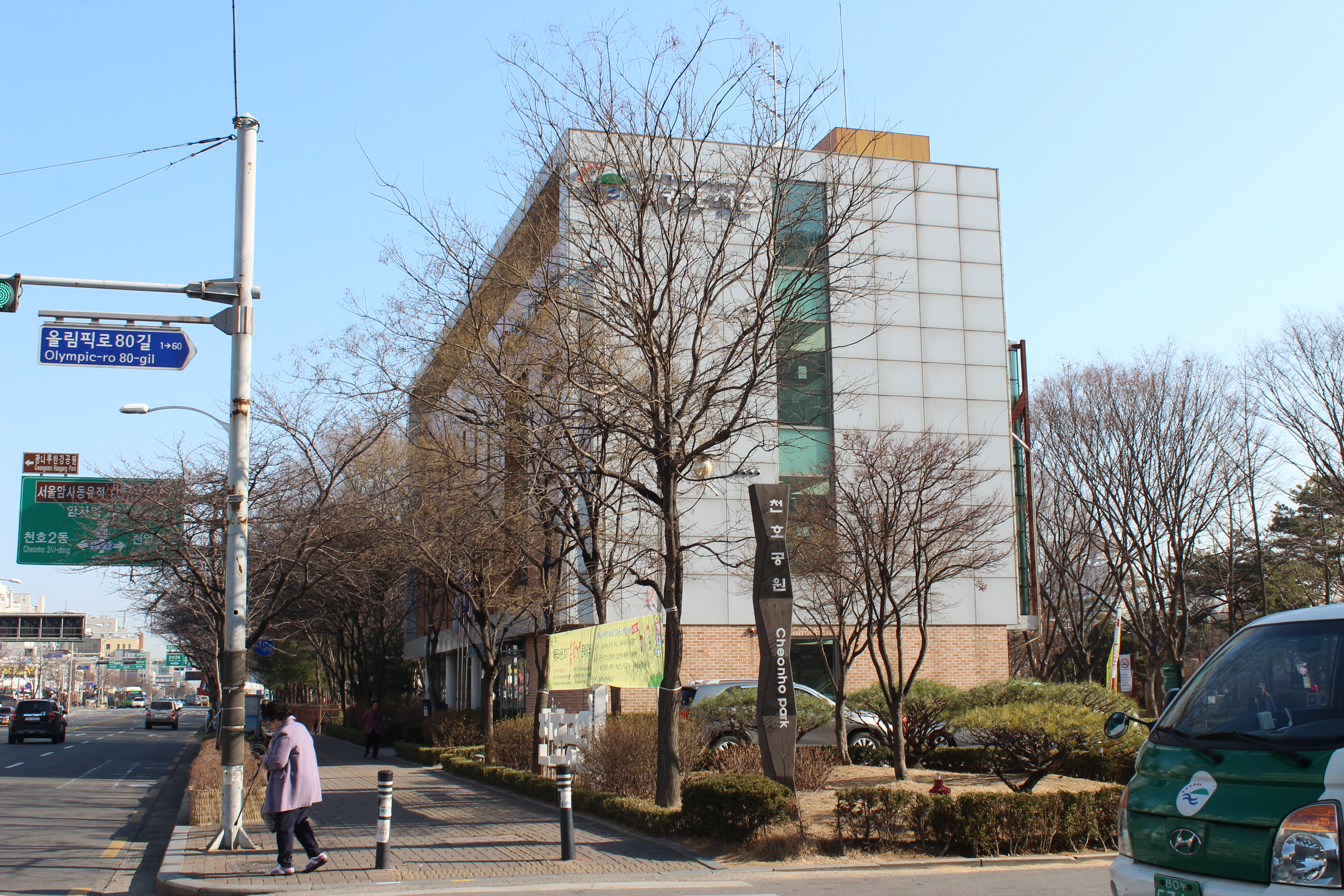
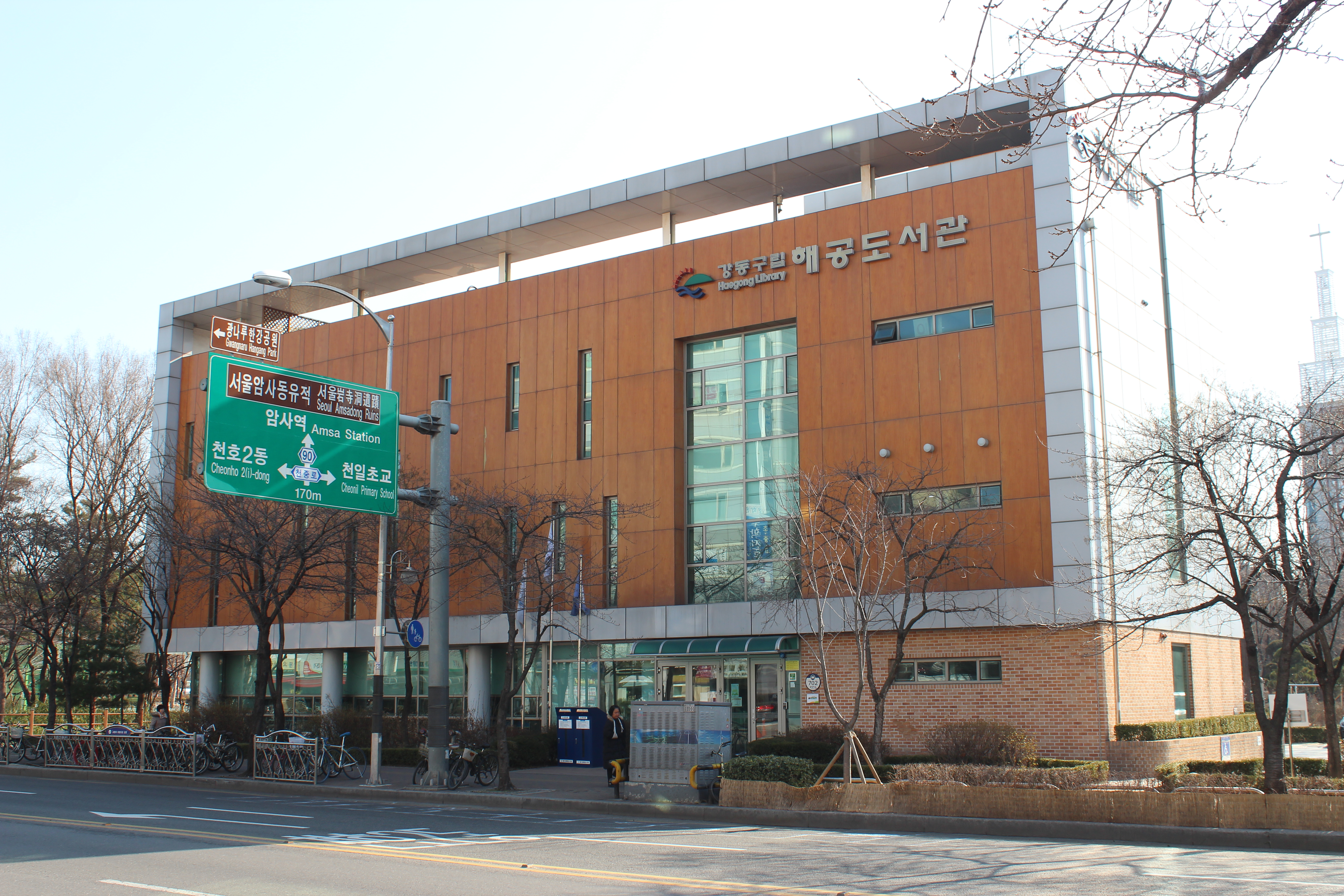

## 이용방법
이용시간
| 구분         | 평일                           | 주말(토·일요일)                |
| ------------ | ------------------------------ | ------------------------------ |
| 어린이자료실 | 09:00 ~ 18:00                  | 09:00 ~ 17:00                  |
| 종합자료실   | 09:00 ~ 20:00                  | 09:00 ~ 17:00                  |
| 디지털자료실 | 09:00 ~ 18:00                  | 09:00 ~ 17:00                  |
| 일반열람실   | 동절기(11월~2월) 08:00 ~ 23:00 | 하절기(3월~10월) 07:00 ~ 23:00 |
| 일반열람실   | 동절기(11월~2월) 08:00 ~ 22:00 | 하절기(3월~10월) 07:00 ~ 22:00 |

휴관일
- 정기휴관일: 매주 화요일
- 법정공휴일: 「관공서의 공휴일에 관한 규정」이 정하는 공휴일 (단, 일요일은 제외)
- 임시휴관일: 도서관의 정리등 기타 관장이 필요하다고 인정하는 날

대출방법
- 대출자격: 강동구 도서관 회원증 소지자
- 대출권수: 총 12권 (자관 6권+타관6권)
※자관: 최초 가입한 소속도서관
※타관: 자관을 제외환 강동구 24개 도서관(작은도서관 포함)
- 대출기간: 14일
- 대출연장: 최대 7일, 1회가능

## 기타사항
- 프린터, 복사기 사용가능
(A4용지 복사/출력 장당 30원, B4용지 복사 장당 40원)

도서관 명칭의 유래
- 독립운동가인 해공 신익희의 호에서 도서관 명칭이 유래하였다.

## 참조
1. ↑  “강동구립 해공도서관 홈페이지 자료현황”. 2016년 4월 3일에 원본 문서에서 보존된 문서. 2016년 3월 21일에 확인함.